# Stenolicmus sarmientoi
Stenolicmus sarmientoi là một loài cá da trơn trong họ Trichomycteridae, và loài duy nhất trong chi Stenolicmus. This fish có nguồn gốc từ upper Apere River basin of Bolivia.